# Konstantia af Steiermark
Konstantia af Steiermark, (født 24. december 1588, død 10. juli 1631), var en polsk dronning, gift med Sigismund 3. Vasa af Polen den 11. december 1605. Yngre søster til Sigismunds første kone Anna af Steiermark. Hun var datter af kejser Ferdinand Is søn, ærkehertug Karl af Steiermark, og Maria Anna af Bayern.

## Børn
1. Johan Kasimir 1607-1608 (blev 1 år)
2. Johan 2. Kasimir Vasa af Polen 1609-1672
3. Johan Albert Vasa 1612-1634, biskop i Krakow.
4. Karl Ferdinand Vasa 1613-1655
5. Alexander Karol Vasa 1614-1634
6. Anna Konstantia, født og død 1616
7. Anna Katarina Konstantia Vasa 1619-1651